# Josef Feuereisl
Josef Feuereisl (21. ledna 1925 Praha – 28. března 1980 Hradec Králové) byl český výtvarník a mj. ředitel městského divadla v Děčíně a výtvarník Klicperova divadla v Hradci Králové.

## Biografie
Narodil se 21. ledna 1925 na Královských Vinohradech v rodině pražského autodopravce jako druhorozený syn. Již od dětství, kromě obvyklých půtek v partách dětí a mladých kluků, kdy většinou hájil čest svého staršího bratra Emila, ve volných chvilkách pokreslil kdejaký cár papíru, v lepším případě skicák a s darovanými barvami pak lecjakou čtvrtku či akvarelový papír, zčásti ovlivněn černobílými i barevnými americkými kreslenými filmy z dílny Walta Disneye. Vychodil vinohradskou obecnou školu i II. Měšťanskou chlapeckou a malování ho nepřešlo. Přes tuto zálibu, a silně se rozvíjející sklony ke grafické a výtvarné práci, se však nakonec v modřanské Mikrotechně (tehdy ovšem ještě u firmy „Klevin, a.s., dříve Bratři Vinopalové, továrna na letecké přístroje a přesnou mechaniku”), kam nastoupil v srpnu 1939, vyučil jemným mechanikem a nevyhnutelný „totaleinsatz” strávil za protektorátu tamtéž i jako velitel hlídky PCO. K zájmovým aktivitám také neoddělitelně patřil velmi oblíbený sport (fotbal, hokej, házená apod.) a z těchto aktivit lze mj. jmenovat výkonného brankáře ledního hokeje tehdy úspěšné DTJ Vinohrady. Při sportování se také seznámil se slečnou Vlastimilou a vztah posléze pojali jako vážnou známost. Přitom v letech 1943-1945 po večerech navštěvoval fungující „Školu dekorativního umění” v oboru reklamní grafik a návrhář (prof. Masák), protože ho stále více v pražských ulicích, i přes povinná zatemnění, přitahovaly a oslovovaly nádherně upravené výkladní skříně známých firem a obchodních domů.
Ihned po válce, v červnu 1945, nastoupil jako reklamní grafik v oddělení propagace minerálních olejů firmy SHELL, spol. s r.o., v Praze. Dosavadní znalosti si nadále prohluboval ve škole Ladislava Švankmajera, který mu pak nabídl práci v jeho ateliéru a místo asistenta výuky na jeho škole. 9. června 1946 se s Vlastimilou v katedrále sv. Ducha v Hradci Králové oženil a na základě výzvy vlády k obnovení života v pohraničí, odejel na Švankmajerovo doporučení do Děčína, kde získal oprávnění pro zřízení vlastního reklamního ateliéru. Tak vzniklo Studio ef-ef, reklamní ateliér v Podmoklech, který začal se čtyřmi zaměstnanci úspěšně plnit potřeby při poválečné obnově obchodu a průmyslu. Dokladem dobré a kreativní práce bylo, když např. známá parfumářská firma „Dr. Dralle” z Hamburku si na pražských vzorkových veletrzích nechala zásadně připravovat expozici právě od děčínského Studia ef-ef k nezměrnému údivu renomovaných pražských reklamních ateliérů. Potvrzením dobré volby pro německou firmu byl i zisk I. ceny za úpravu výstavních prostor v roce 1947. První vlnu znárodňování ateliér, jako podnik s počtem zaměstnanců pod deset, sice ještě přežil, ale nástup majitele k neodkladnému výkonu základní vojenské služby dal výkonné moci příležitost zlikvidovat i tento úspěšný ateliér a předat ho národnímu podniku „Oděvní průmysl”.
Po návratu z prezenční vojenské služby v roce 1950 byl z existenčních důvodů nucen začít pracovat jako průmyslový výtvarník pro n.p. KOH-I-NOOR v Děčíně a Mikulášovicích. Pro velmi dobré pracovní výsledky, kreativitu a organizační schopnosti byl vyzván, aby vytvořil krajský závod nově se rodícího centrálního propagačního podniku PROPAG, n.p. Tento společenský požadavek ho díky jeho pracovnímu elánu etabloval do funkce krajského vedoucího, kde jako návrhář vytvořil fungující a prosperující propagační podnik. Mezi nezanedbatelné úspěchy pak jistě patřilo i narození syna Dalibora v roce 1953. Jedinečné výsledky pak byly motivem pro řídící složky ONV v Děčíně, aby po jejich výzvě převzal v roce 1956 funkci ředitele Městského divadla v Děčíně. Zde se v něm probudil opravdový živel.
Podařilo se mu během krátké doby okolo sebe soustředit partu stejně nadšených a zapálených lidí a jejich divadelní představení se stala vyhlášenými v celém kraji. Zastával funkci nejen ředitele, ale dělal vše, co bylo potřeba. Jevištního i kostýmního výtvarníka, vyráběl kulisy, rekvizity a hlavně, zase jako dramaturg, sestavoval herní plán převážně z oblíbených titulů Osvobozeného divadla pánů Voskovce a Wericha. Vrcholem pak byla inscenace Osel a stín, pro kterou jim byl z děčínské zoologické zahrady půjčován ředitelem Ludvíkem Grácem živý osel, respektive oslice Karla, která byla velkou atrakcí a zvyšovala již tak vynikající návštěvnost. Kromě toho připravoval pravidelná odpolední představení humoru a satiry ve stylu „forbín” již zmíněného Osvobozeného divadla. Pro malé a nejmenší zase připravoval představení dětská a jeho „Klubáskova odpoledne” vždy zaplnila celé hlediště malými diváky. A právě tento styl divadelní tvorby a její jevištní realizace byla nakonec labutí písní celého ansámblu, ze kterého vzešlo i několik dnes legendárních herců a divadelních umělců. Okresní i krajská politická reprezentace začala postupně dramaturgický plán stále více rozporovat a nakonec využila neodkladné rekonstrukce a přestavby budovy Městského divadla k definitivnímu ukončení určitě třech nejlepších sezón v jeho dosavadní existenci a jeho principál si musel hledat novou práci.
Tu nalezl po úspěšném výběrovém řízení v Krajském oblastním divadle v Hradci Králové, později Divadle Vítězného února (dnes Klicperova), kam nastoupil v roce 1959 jako scénický a kostýmní výtvarník, nádavkem pak i jako vedoucí celého výrobního úseku. Dvacet let, která potom v tomto divadle strávil, by vydala na poměrně tlustou knihu. Dvacet let, kterým prakticky obětoval svůj život. Jeho působení a jméno je spojeno s několika československými premiérami, také i jednou světovou, kterou byla v roce 1966 fantasticky „filmově” pojatá výpravná komedie „Srdce pirátky” o dvou dílech itala Alberta Perriniho, který se jí osobně zúčastnil, a mnoho dalších, kdy nevím, kterou vybrat a vyzdvihnout dříve. Bylo jich za těch dvacet sezón nepočítaně. Tou poslední asi byly „Hrátky s čertem” v režii Františka Bahníka, které měly premiéru 7. prosince 1979. Rád si také příležitostně zahrál v různých představeních a odehrál i několik epizodních rolí ve filmu. V hlavě a ve skicácích měl pak nepřeberné množství nápadů a námětů třeba na ilustrované dětské knížky pro všechny generace plné říkadel, pohádek nebo dobrodružných příběhů z historie i ze současnosti. Nakreslil desítky (spíše stovky) vtipů, publikovaných v různých periodikách i denním tisku, jen kdyby toho času bylo více. Mnoho jeho kolegů a přátel má dodnes ve svých archivech kvanta kreslených gratulací k různým příležitostem, o námětových obrázcích všeho druhu ani nemluvě. Aby toho nebylo málo, tak kromě dalších společenských funkcí věnoval mnoho času a úsilí spolupráci se soubory ZUČ (Zájmové umělecké činnosti), konzultacím a vedení mnoha amatérských divadelních scén při závodních klubech ROH, jako host navrhoval scény a kostýmy v mnoha jiných divadlech, podílel se na uměleckém provozu hradeckého Divadelního Klubu, metodicky vedl úsek reklamy a propagace a tím rozhodně výčet jeho aktivit nekončí. Snad jen, že obětovaný čas byl na úkor nejen rodiny a osobních aktivit třeba těch rekreačních, ale hlavně na úkor zdraví, které tuto dlouhodobou permanentní zátěž nevydrželo, a tento skvělý a činorodý člověk s talentem od boha a srdcem na dlani, krátce po svém nástupu v lednu 1980 do funkce vedoucího propagace a tisku n.p. ARMABETON, v březnu téhož roku umírá ve věku 55 let ...